# Konin
Imperador Konin (光仁天皇, Konin-tennō, 18 de novembro de 709 — 15 de janeiro de 782) foi o 49º Imperador do Japão, na lista tradicional de sucessão.

## Vida
Konin reinou de 770 a 781. Era  filho do Príncipe Shiki com Tochi Hime e neto do Imperador Tenji. Antes da sua ascensão ao trono, seu nome era Shirakabe. Ele não estava na linha de sucessão, mas se casou com a Princesa Ikami, filha do Imperador Shōmu com quem teve um casal de filhos.
8 de setembro de 769: Depois de sua cunhada, a Imperatriz Shotoku morrer, ele foi nomeado seu herdeiro aos 62 anos de idade.
781: O imperador abdicou em favor de seu filho Yamabe, que se tornou Imperador Kammu. O reinado do Imperador Konin já durava 11 anos.
782: O imperador Konin morreu com 73 anos de idade.
O Imperador Konin é tradicionalmente venerado em um memorial no santuário xintoísta em Nara. A Agência da Casa Imperial designa este local como Mausoléu de Konin. E é oficialmente chamado de Tahara no Higashi no misasagi.

## Daijō-kan
- Sadaijin , Fujiwara no Nagate (藤原永手) 766-771.[3]
- Sadaijin , Fujiwara no Uona (藤原鱼名)  781-782 (era o quinto filho de Fujiwara no Fusasaki).[3]
- Udaijin , Ōnakatomi no Kiyomaro (大中臣清麿) 771-781.[3]
- Naidaijin , Fujiwara no Yoshitsugu (藤原良継) 771-777.[3]
- Naidaijin , Fujiwara no Uona (藤原鱼名) 778-781
- Dainagon , Fun'ya no Ochi (文室大市) 771-777
- Dainagon , Fujiwara no Uona (藤原鱼名) 771-778
- Sangi , Fujiwara no Momokawa (藤原百川), 732-779.[3]